# Alan Pardew
Alan Scott Pardew (* 18. Juli 1961 in Wimbledon, London) ist ein englischer Fußballtrainer und ehemaliger -spieler.

## Spielerlaufbahn
Pardew durchlief als Mittelfeldspieler eine Karriere zumeist außerhalb der obersten Spielklassen. Nach einer Laufbahn als Amateurspieler bei Yeovil Town verbrachte er seine beste Zeit bei dem Verein Crystal Palace, mit dem er 1989 in die oberste englische Spielklasse aufstieg. Höhepunkt war dann der Einzug ins Finale des FA Cups nur ein Jahr später, nachdem er zuvor im Halbfinale gegen den FC Liverpool den entscheidenden Treffer erzielt hatte. Kurze Zeit später wechselte er dann zu Charlton Athletic und verbrachte noch zwei Spielzeiten beim FC Barnet, bevor er 1997 seine aktive Laufbahn beendete.

## Trainerlaufbahn

### FC Reading
Während seiner Zeit beim FC Barnet sammelte Pardew bereits seine ersten Trainererfahrungen, bevor er dann 1997 unter der Regentschaft von Terry Bullivant beim FC Reading die Leitung der Reservemannschaft übernahm. Er behielt dieses Amt auch zunächst, als Bullivant ein Jahr später durch Tommy Burns ersetzt wurde. Als sich der Verein jedoch im Jahre 1999 dazu entschloss, das Ersatzteam nach der Einführung einer Jugendakademie nicht mehr weiterführen zu wollen, endete Pardews Beschäftigung vorerst.
Nur wenige Monate später wurde er jedoch als Cheftrainer des Vereins verpflichtet, nachdem er den Posten bereits zum zweiten Mal auf Interimsbasis übernommen hatte. Durch gezielte Neuverpflichtungen – darunter vor allem Jamie Cureton – gelang es ihm fortan, aus dem vormaligen Abstiegskandidaten der dritten englischen Liga zu einer der besten Mannschaften dieser Spielklasse zu formen. Weitere Schwerpunkte seiner Trainerarbeit bestanden in der Verbesserung des Fitnesszustandes der Mannschaft und der Betonung auf psychologischer Betreuung seiner Spieler. Er führte in diesem Zusammenhang sein Motto „Tenacity, Spirit and Flair“ (sinngemäß übersetzt mit in etwa: „Beharrlichkeit, Bestimmtheit, Talent“) ein. Der Verein konnte zum Ende der Saison 2000/01 mit Pardew das Play-off-Finale erreichen und verlor dort gegen den FC Walsall. Nur ein Jahr später gelang jedoch der direkte Aufstieg und es folgte ein überraschender Erfolg in der zweithöchsten englischen Spielklasse, als der Neuling auf Anhieb den vierten Tabellenplatz erreichte. Nach der damit verbundenen Qualifikation für die Aufstiegs-Ausscheidungsspiele in die Premier League verlor der FC Reading gegen die Wolverhampton Wanderers. Dennoch wurde Pardew durch diesen Saisonerfolg plötzlich als einer der besten jungen englischen Trainer gehandelt.

### West Ham United
Als sich der Klub zu Beginn der Saison auf dem zweiten Tabellenplatz einpendelte, begann sich Pardews Verhältnis zu der Vereinsführung zu verschlechtern, als er trotz eines zuvor unterzeichneten Vertrags beim FC Reading das Traineramt bei West Ham United annahm. Pardew besaß in seinem Kontrakt mit dem FC Reading eine Ausstiegsklausel, die ihm eine Vertragsauflösung für den Fall ermöglichte, dass ein höherklassiger Verein an ihm Interesse zeigte. West Ham war jedoch ebenfalls Zweitligist und damit Konkurrent des FC Reading. Da dies einen Vertragsbruch darstellte, lehnte Reading diesen Wechsel ursprünglich ab und erließ eine Verfügung, die Pardew eine Beschäftigung bei einem Konkurrenten des FC Reading untersagte. Kurz vor einer gerichtlichen Auseinandersetzung am 18. September 2003 einigten sich die beiden Vereine, dass Pardew unter bestimmten Auflagen das Traineramt im Osten Londons übernehmen durfte. Diese besagten, dass Pardew zunächst einen Monat beurlaubt bleiben sollte, West Ham eine Ablöse von 380.000 Pfund zu zahlen hatte und dass West Ham bis zum Ablauf der Saison 2003/04 keine Spieler des FC Reading unter Vertrag nehmen durfte.
Mit seinem neuen Verein gelang Pardew in der Saison 2004/05 der Aufstieg in die Premier League, worauf ein gelungenes Erstligadebüt auf dem neunten Tabellenplatz folgte. Zudem erreichte er im Jahr 2006 – nach vier Siegen gegen Vereine aus der englischen Eliteklasse – das FA-Cup-Endspiel und unterlag dort nach einem spannenden 3:3 nach der regulären Spielzeit erst im Elfmeterschießen gegen FC Liverpool. In der anschließenden Spielzeit 2006/07 startete Pardew jedoch mit seiner Mannschaft schwach in die Meisterschaftsrunde und konnte die längste Niederlagenserie des Klubs seit über 70 Jahren nicht verhindern. Trotz der Rückendeckung durch die eigenen Anhänger wurde Pardew am 11. Dezember 2006 im Anschluss an eine 0:4-Auswärtsniederlage gegen die Bolton Wanderers von dem Präsidium – unter der Leitung des neuen Eigentümers Eggert Magnússon – entlassen.

### Charlton Athletic
Nicht einmal zwei Wochen später verpflichtete ihn der Tabellenvorletzte Charlton Athletic. Dort trat er die Nachfolge des erst kurze Zeit zuvor installierten Les Reed an, der nach der Ligapokal-Vierterfinalniederlage im Heimspiel gegen den Viertligisten Wycombe Wanderers und der anschließenden Niederlage in der Meisterschaft gegen den FC Middlesbrough bereits nach nur etwas über einem Monat wieder seinen Trainerposten aufgeben musste. Trotz eines leichten Aufwärtstrends unter Pardew stieg dieser mit Charlton Athletic zum Saisonende in die zweitklassige Football League Championship ab.
Aufgrund einiger hochkarätiger Neuverpflichtungen, wie etwa Chris Iwelumo und Luke Varney, wurde Charlton als ein direkter Wiederaufstiegskandidat angesehen. Rang 11 am Ende der Saison 2007/08 bedeutete jedoch eine deutliche Zielverfehlung und so befand sich Pardew für die folgende Spielzeit 2008/09 unter erheblichem Druck. Trotz eines guten Starts mit Siegen über den FC Reading und Swansea City verschlechterte sich die Form des Pardew-Teams immer mehr und die Mannschaft befand sich nach acht Spielen ohne Sieg in der Nähe des Tabellenendes. Eine 2:5-Heimniederlage gegen Sheffield United besiegelte am 22. November 2008 das Ende des Pardew-Engagements in Charlton.

### Southampton
Vom Juli 2009 bis August 2010 war Pardew Manager des FC Southampton.

### Newcastle United
Im Dezember 2010 wurde Pardew Manager von Newcastle United, damals im Mittelfeld klassiert. Die Mannschaft beendete die Saison auch auf einem Mittelfeldplatz.
2011 kaufte Pardew einige Französisch sprechende Spieler wie Demba Ba, Yohan Cabaye und Sylvain Marveaux 2011/12 hatte Newcastle mit 11 Spielen ohne Niederlage den besten Saisonstart seit 17 Jahren. 2012 kaufte er Papiss Demba Cissé vom SC Freiburg, und konnte den Club lange auf den vorderen Tabellenplätzen halten.
Im März 2014 beging Pardew im Ligaspiel gegen Hull City mit einem Kopfstoß eine Tätlichkeit am gegnerischen Spieler David Meyler. Daraufhin wurde er für sieben Spiele gesperrt. In dieser Strafe sind zudem drei Spieltage als Stadionsperre enthalten, womit Pardew der erste Premier-League Trainer der Geschichte ist, der solch eine Strafe verbüßen muss.
Ende November 2017 übernahm er den Trainerposten beim abstiegsgefährdeten englischen Erstligisten West Bromwich Albion. Nach nur einem Sieg aus 18 Ligaspielen und zuletzt acht Niederlagen in Folge trennte sich der Verein bereits nach vier Monaten wieder von Pardew.

## Sonstiges
- Pardew ist verheiratet und hat zwei Töchter.
- Am 10. März 2006 äußerte er öffentliche Kritik an Arsène Wenger, der während eines Champions-League-Spiels des FC Arsenal keinen englischen Spieler einsetzte. Wenger lehnte die Kritik ab und wies in dem Zusammenhang auf bestehende Anti-Rassismus-Kampagnen hin. Diesem indirekten Rassismus-Vorwurf stellte sich Pardew wiederum mit dem Hinweis auf seine schwedische Lebensgefährtin entgegen.[10]